# K League 2005
La K League 2005 fue la 23.ª temporada de la K League. Contó con la participación de trece equipos. El torneo comenzó el 15 de mayo y terminó el 4 de diciembre de 2005. Cabe destacar que Busan I'Cons pasó a competir oficialmente bajo la denominación de Busan I'Park.
El campeón fue Ulsan Hyundai Horang-i, por lo que clasificó a la Liga de Campeones de la AFC 2006. Por otra parte, salió subcampeón Incheon United. El segundo cupo para el máximo torneo continental fue para Jeonbuk Hyundai Motors.

## Reglamento de juego
El torneo se dividió en dos etapas. Cada una de ellas se disputó en un formato de todos contra todos a una sola ronda, de manera tal que cada equipo debió jugar un partido contra sus otros doce contrincantes y quedar libre en una fecha. Una victoria se puntuaba con tres unidades, mientras que el empate valía un punto y la derrota, ninguno.
Para desempatar se utilizaron los siguientes criterios:
1. Puntos
2. Diferencia de goles
3. Goles anotados
4. Resultados entre los equipos en cuestión

Los ganadores de cada etapa, más los dos mejores de la tabla general ignorando a los mencionados en primer lugar, clasificaron a los play-off por el campeonato, que se decidieron de esta manera:
1. En las semifinales se enfrentaron cada vencedor de etapa ante un equipo clasificado mediante la tabla anual; en caso de que el marcador siguiera igualado al término del tiempo reglamentario, se jugaría una prórroga. En caso de que prosiguiera la paridad en el resultado, se ejecutaría una tanda de penales.
2. En la final se enfrentaron los ganadores de las semifinales, pero aquí se definiría en dos partidos. Si el marcador global siguiera igualado al término del tiempo reglamentario de la vuelta, se disputaría una prórroga. Finalmente, en caso de que prosiguiera la paridad en el resultado, se ejecutaría una tanda de penales.

## Tabla de posiciones

### Primera etapa
| Pos. | Equipo                  | Pts. | PJ | G | E | P | GF | GC | Dif. | Clasificación                                |
| ---- | ----------------------- | ---- | -- | - | - | - | -- | -- | ---- | -------------------------------------------- |
| 1    | Busan I'Park            | 25   | 12 | 7 | 4 | 1 | 17 | 10 | +7   | Clasificado a los play-off por el campeonato |
| 2    | Incheon United          | 24   | 12 | 7 | 3 | 2 | 20 | 13 | +7   |                                              |
| 3    | Ulsan Hyundai Horang-i  | 22   | 12 | 7 | 1 | 4 | 16 | 13 | +3   |                                              |
| 4    | Pohang Steelers         | 21   | 12 | 6 | 3 | 3 | 14 | 11 | +3   |                                              |
| 5    | FC Seoul                | 19   | 12 | 5 | 4 | 3 | 22 | 19 | +3   |                                              |
| 6    | Seongnam Ilhwa Chunma   | 16   | 12 | 4 | 4 | 4 | 18 | 15 | +3   |                                              |
| 7    | Bucheon SK              | 16   | 12 | 4 | 4 | 4 | 10 | 10 | 0    |                                              |
| 8    | Daejeon Citizen         | 14   | 12 | 2 | 8 | 2 | 11 | 11 | 0    |                                              |
| 9    | Suwon Samsung Bluewings | 14   | 12 | 3 | 5 | 4 | 18 | 19 | −1   |                                              |
| 10   | Chunnam Dragons         | 14   | 12 | 3 | 5 | 4 | 13 | 14 | −1   |                                              |
| 11   | Jeonbuk Hyundai Motors  | 9    | 12 | 2 | 3 | 7 | 13 | 19 | −6   |                                              |
| 12   | Daegu FC                | 9    | 12 | 2 | 3 | 7 | 14 | 25 | −11  |                                              |
| 13   | Gwangju Sangmu Phoenix  | 6    | 12 | 1 | 3 | 8 | 16 | 23 | −7   |                                              |

 Fuente: South Korea 2005

### Segunda etapa
| Pos. | Equipo                  | Pts. | PJ | G | E | P | GF | GC | Dif. | Clasificación                                |
| ---- | ----------------------- | ---- | -- | - | - | - | -- | -- | ---- | -------------------------------------------- |
| 1    | Seongnam Ilhwa Chunma   | 27   | 12 | 8 | 3 | 1 | 22 | 9  | +13  | Clasificado a los play-off por el campeonato |
| 2    | Bucheon SK              | 26   | 12 | 8 | 2 | 2 | 16 | 8  | +8   |                                              |
| 3    | Daegu FC                | 21   | 12 | 6 | 3 | 3 | 15 | 11 | +4   |                                              |
| 4    | Ulsan Hyundai Horang-i  | 21   | 12 | 6 | 3 | 3 | 15 | 11 | +4   |                                              |
| 5    | Incheon United          | 19   | 12 | 6 | 3 | 3 | 16 | 13 | +3   |                                              |
| 6    | Pohang Steelers         | 19   | 12 | 5 | 4 | 3 | 14 | 11 | +3   |                                              |
| 7    | Daejeon Citizen         | 16   | 12 | 4 | 4 | 4 | 8  | 9  | −1   |                                              |
| 8    | Suwon Samsung Bluewings | 14   | 12 | 3 | 5 | 4 | 11 | 13 | −2   |                                              |
| 9    | FC Seoul                | 13   | 12 | 3 | 4 | 5 | 15 | 13 | +2   |                                              |
| 10   | Chunnam Dragons         | 13   | 12 | 4 | 1 | 7 | 10 | 15 | −5   |                                              |
| 11   | Gwangju Sangmu Phoenix  | 11   | 12 | 3 | 2 | 7 | 7  | 15 | −8   |                                              |
| 12   | Jeonbuk Hyundai Motors  | 9    | 12 | 2 | 3 | 7 | 11 | 22 | −11  |                                              |
| 13   | Busan I'Park            | 3    | 12 | 0 | 3 | 9 | 11 | 21 | −10  |                                              |

 Fuente: South Korea 2005

### General
| Pos. | Equipo                     | Pts. | PJ | G  | E  | P  | GF | GC | Dif. | Clasificación |
| ---- | -------------------------- | ---- | -- | -- | -- | -- | -- | -- | ---- | --- |
| 1    | Incheon United             | 45   | 24 | 13 | 6  | 5  | 36 | 26 | +10  | Clasificado a los play-off por el campeonato                                                                        |
| 2    | Seongnam Ilhwa Chunma      | 43   | 24 | 12 | 7  | 5  | 40 | 24 | +16  | Clasificado a los play-off por el campeonato                                                                        |
| 3    | Ulsan Hyundai Horang-i (C) | 43   | 24 | 13 | 4  | 7  | 31 | 24 | +7   | Clasificado a los play-off por el campeonato a la Liga de Campeones de la AFC 2006 y a la Copa de Campeones A3 2006 |
| 4    | Bucheon SK                 | 42   | 24 | 12 | 6  | 6  | 26 | 18 | +8   | |
| 5    | Pohang Steelers            | 40   | 24 | 11 | 7  | 6  | 28 | 22 | +6   | |
| 6    | FC Seoul                   | 32   | 24 | 8  | 8  | 8  | 37 | 32 | +5   | |
| 7    | Daejeon Citizen            | 30   | 24 | 6  | 12 | 6  | 19 | 20 | −1   | |
| 8    | Daegu FC                   | 30   | 24 | 8  | 6  | 10 | 29 | 36 | −7   | |
| 9    | Suwon Samsung Bluewings    | 28   | 24 | 6  | 10 | 8  | 29 | 32 | −3   | |
| 10   | Busan I'Park               | 28   | 24 | 7  | 7  | 10 | 28 | 31 | −3   | Clasificado a los play-off por el campeonato                                                                        |
| 11   | Chunnam Dragons            | 27   | 24 | 7  | 6  | 11 | 23 | 29 | −6   | |
| 12   | Jeonbuk Hyundai Motors     | 18   | 24 | 4  | 6  | 14 | 24 | 41 | −17  | Clasificado a la Liga de Campeones de la AFC 2006                                                                   |
| 13   | Gwangju Sangmu Phoenix     | 17   | 24 | 4  | 5  | 15 | 23 | 38 | −15  | |

 Fuente: South Korea 2005
Notas:
1. ↑  Jeonbuk Hyundai Motors se clasificó para la Liga de Campeones de la AFC 2006 al ganar la Copa FA de Corea 2005.

## Play-off por el campeonato

### Cuadro de desarrollo
|  | Semifinales            | Semifinales     |                |                        | Final                            | Final                            | Final                            |  |
|  | 20 de noviembre        | 20 de noviembre |                |                        | 27 de noviembre y 4 de diciembre | 27 de noviembre y 4 de diciembre | 27 de noviembre y 4 de diciembre |  |
|  |                        |                 |                |                        |                                  |                                  |                                  |  |
|  |                        |                 |                |                        |                                  |                                  |                                  |  |
|  | Seongnam Ilhwa Chunma  | 1               |                |                        |                                  |                                  |                                  |  |
|  | Seongnam Ilhwa Chunma  | 1               |                |                        |                                  |                                  |                                  |  |
|  | Ulsan Hyundai Horang-i | 2               |                |                        |                                  |                                  |                                  |  |
|  | Ulsan Hyundai Horang-i | 2               |                | Ulsan Hyundai Horang-i | 5                                | 1                                |                                  |  |
|  |                        |                 |                | Ulsan Hyundai Horang-i | 5                                | 1                                |                                  |  |
|  |                        |                 | Incheon United | 1                      | 2                                |                                  |                                  |  |
|  | Busan I'Park           | 0               | Incheon United | 1                      | 2                                |                                  |                                  |  |
|  | Busan I'Park           | 0               |                |                        |                                  |                                  |                                  |  |
|  | Incheon United         | 2               |                |                        |                                  |                                  |                                  |  |
|  | Incheon United         | 2               |                |                        |                                  |                                  |                                  |  |
|  |                        |                 |                |                        |                                  |                                  |                                  |  |

### Semifinales
| 20 de noviembre de 2005 | Busan I'Park | 0:2 (0:1) | Incheon United               | Estadio Busan Asiad Main, Busan |                                 |
|                         |              | Reporte   | S.H. Lee 17' · S.H. Bang 65' | Asistencia: 13.475 espectadores | Asistencia: 13.475 espectadores |

| 20 de noviembre de 2005 | Seongnam Ilhwa Chunma | 1:2 (1:0) | Ulsan Hyundai Horang-i             | Complejo Deportivo de Tancheon, Seongnam |                                 |
|                         | K.I. Nam 18'          | Reporte   | Leandro Machado 46' · J.H. Lee 83' | Asistencia: 12.427 espectadores          | Asistencia: 12.427 espectadores |

### Final
| Ida; 27 de noviembre de 2005 | Incheon United | 1:5 (0:3) | Ulsan Hyundai Horang-i                            | Estadio Munhak, Incheon         |                                 |
|                              | Radončić 89'   | Reporte   | Leandro Machado 13', 58' · C.S. Lee 37', 45', 72' | Asistencia: 35.356 espectadores | Asistencia: 35.356 espectadores |

| Vuelta; 4 de diciembre de 2005 | Ulsan Hyundai Horang-i | 1:2 (1:2) | Incheon United    | Estadio Munsu, Ulsan            |                                 |
|                                | S.K. Choi 18'          | Reporte   | Radončić 14', 26' | Asistencia: 34.652 espectadores | Asistencia: 34.652 espectadores |

## Campeón
|                                           |
|                                           |
| Campeón Ulsan Hyundai Horang-i 2.º título |